# Romina, VTM
Romina, VTM je rumunský romantický komediální film z roku 2023, který podle scénáře Radu Alexandrua natočil režisér Paul-Răzvan Macovei. Hlavní role ztvárnili Nicole Cherry, Rareș Mariș a Bogdan de la Ploiești. V premiérovém týdnu (2.–8. ledna 2023) přesáhly tržby 6,5 milionu lei.

## Obsazení
| Nicole Cherry         | Romina            |
| Rareș Mariș           | Valentino         |
| Bogdan de la Ploiești | Gino              |
| Costi Max             | Văru (Mihai)      |
| Ana Maria Guran       | Dana              |
| Cesima                | Narcisa           |
| YNY Sebi              | Sebi              |
| Cristina Pucean       | Pamela            |
| Matei Dima            | prodavač kukuřice |
| Tzancă Uraganu        | osobně            |
| Costel Biju           | Bobby             |